# Mykalessos
Mykalessos – starożytne miasto w Beocji położone między Tebami a Chalcydą. 
O miejscowości wspomina Tukidydes w swoim opisie wojny peloponeskiej, podczas której zdobył je oddział najemników trackich. Zostali oni wynajęci przez Ateny, aby wspomóc wyprawę sycylijską, ale spóźnili się i przybyli po odpłynięciu posiłków Demostenesa. W takiej sytuacji, Ateńczycy zdecydowali o odesłaniu najemników do Tracji. Zadanie ich odprowadzenia oraz złupienia po drodze kilku miast nieprzyjacielskich powierzono Diejtrefesowi.  
W 413 r. p.n.e. Trakowie zdobyli Mykalessos z zaskoczenia. Podczas łupienia miasta najemnicy wykazali się wyjątkowym okrucieństwem, o którym pisze Tukidydes: 

"Trakowie, wpadłszy do Mykalessos, łupili domu i świątynie, mordowali ludność, nie oszczędzając ani starych, ani młodych, zabijając dzieci, kobiety, nawet zwierzęta pociągowe - słowem, wszystko, co żyło. [...] wpadli nawet do najbardziej uczęszczanej szkoły, do której weszła właśnie młodzież, i wszystkich tam wybili"

Pustoszących miasto najemników przegonili dopiero wezwani na pomoc Tebańczycy. Od tamtej pory Mykalessos podupadało coraz bardziej. W czasach Pauzaniasza znajdowało się już w całkowitej ruinie.